# Месеш
Месеш (рум. Meseș) — горы на северо-западе Румынии, в исторической области Трансильвания. Горы находятся на территории жудецов Сэлаж и Клуж. Горы Месеш являются частью массива Апусени (Западных Румынских гор). Месешские горы относительно однородные, не имеют крутого рельефа. Самая высокая точка гор это вершина Мэгура Прьей, высотой 996 м.

## Климат
Как и на всем северо-западе страны, климат континентально-умеренный, с преобладанием западного движения. Среднегодовая температура составляет 6-8 градусов, самый теплый месяц — июль, и самый холодный — январь. Среднегодовое количество осадков колеблется от 800 до 900 мм.

## Фауна
В районе гор Месеш проживает множество видов диких животных: млекопитающих, птиц, рептилий, амфибий, насекомых.

### Млекопитающие
Виды млекопитающих: волк (Canis lupus), кабан (Sus scrofa), лисица (Vulpes vulpes crucigera), олень (Capreolus capreolus), барсук (Meles meles), белка (Sciurus carolinensis), хорёк (Mustela putorius), заяц (Lepus europaeus);

### Птицы
Виды птиц: синицы (Canus major), иволга (Oriolus oriolus), фазан (Phasianus colchicus), большой пёстрый дятел (Dendrocopus major), желна (Drycopus martius), западный соловей (Luscinia megarhynchos), сойка (Garrulus glandarius), черный дрозд (Turdus merula), оляпка (Cinclus cinclus), cioară de semănătură (Corvus frugilegus), rândunică (Tachycineta bicolor), vrabie (Passer domesticus), cuc (Cuculus canorulus), cinteză (Fringilla coelebs), uliu păsărar (Accipiter nisus);

### Рептилии
Виды рептилий и амфибий: прыткая ящерица (Lacerta agilis agilis), ящерицы (Lacerta viridis viridis), веретеницевые (Anguis fragilis), бесхвостые (Rana temporaria), buhai de baltă cu burtă roșie (Bombina bombina), buhai de baltă cu burtă galbenă (bombina veriegata), broască verde (Bufo viridis), саламандра (Ambystoma maculatum);

### Насекомые
Виды насекомых: бабочки, божьи коровки и жуки, рогачи (Lucanus cervus), кузнечики (Odontopodisma rubripes);

## Флора
В районе гор Месеш произрастает множество видов растений: деревьев, кустарников, трав.

### Деревья
Виды деревьев и кустарников: бук европейский (Fagus sylvatica), граб обыкновенный (Carpinus betulus), дуб австрийский (Quercus cerris), дуб черешчатый (Quercus robur), дуб скальный (Qercus petraea), берёза повислая (Betula pendula), ясень обыкновенный (Fraxinus excelsior), лещина обыкновенная (Corylus avellana), бирючина обыкновенная (Ligustrum vulgare), sânger (Cornus sanguinea), боярышник однопестичный (Crataegus monogyna), яблоня лесная (Malus sylvestris), груша лесная (Pyrus pyraster), тёрн (Prunus spinosa), ежевика кустистая (Rubus fruticosus), шиповник собачий (Rosa canina), черника (Vaccinium myrtillus), малина (Rubus idaeus);

### Травы

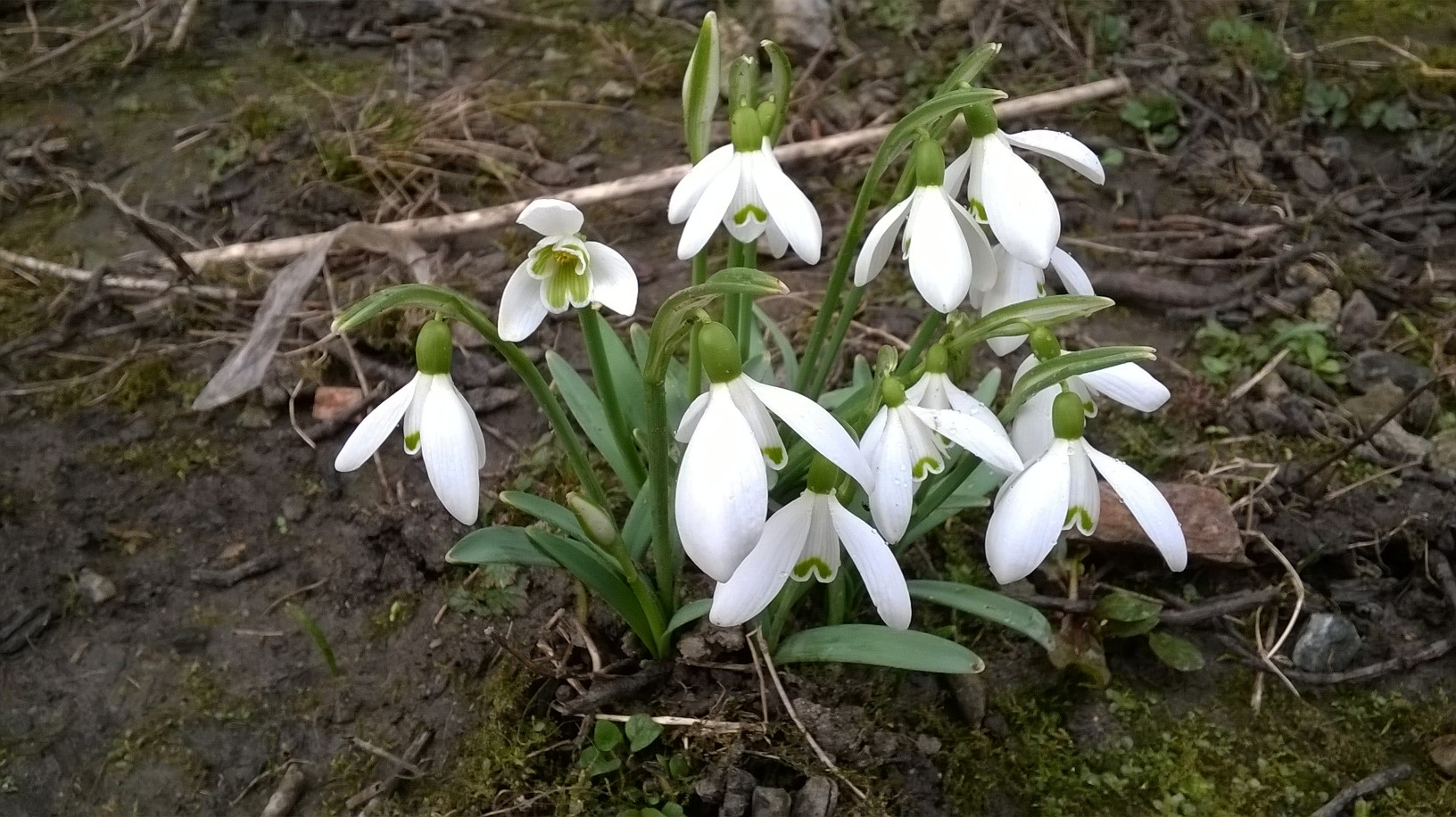
Ghiocei (Galanthus nivalis) în M. Meseș

Виды трав: ghințură galbenă (Gentiana lutea), osul iepurelui (Ononis spinosa), clopoțel (Campanula serrata), plămânărică (Pulmonaria officinalis), vinariță (Asperula odorata), sânișoară (Sanicula europaea), frigare (Geranium palustre), floarea Paștelui (Anemone nemerosa), găinușe (Isopyrum thalictroides), breabăn (Corydalis solida), ciclamen (Cyclamen purpurascens), rostopască (Chelidonium majus), talpa gâștii (Leonurus cardiaca), tătăneasă (Symphytum officinale), traista-ciobanului (Capsella bursa-pastoris), țintaură (Centaurium umbellatum), viorele (Scilla bifolia), măcrișul iepurelui (Oxalis acetosella), silnic (Glechoma hirsuta), leurdă (Allium ursinum), brândușă de toamnă (Colchicum autumnale), sânzâienă (Galium verum), margaretă (Leucanthemum vulgare), sunătoare (Hypericum perforatum), ghiocel (Galanthus nivalis), lușcă (Leucojum vernum), cosaci (Astragalus depressus), măzăriche (Lathyrus transsilvanicus), pătlăgină (Plantago major), sulfină (melilotus officinalis), trifoi (Trifolium pratense), laptele cucului (Euphorbya amygdaloides), podbal (Tussilago farfara), scai vânăt (Eringium planum), coada-calului (Equisetum arvense), ciuboțica cucului (Primula veris), coada șoricelului (Achillea millefolium), mentă (Mentha piperita), păpădie (Taraxacum officinale), осока (Carex acutiformis), firuță (Poa pratensis), horști (Luzula sylvatica), scradă (Festuca drimeja) și mălaiul cucului (Luzula campestris).